# Pseudecheneis crassicauda
Pseudecheneis crassicauda är en fiskart som beskrevs av Ng och Edds 2005. Pseudecheneis crassicauda ingår i släktet Pseudecheneis och familjen Sisoridae. IUCN kategoriserar arten globalt som otillräckligt studerad. Inga underarter finns listade i Catalogue of Life.